# Tihanyi Ernő
Tihanyi Ernő (született: Luttenberger) (Budapest, 1897. január 12. – Budapest, 1967. január 29.) író, költő.

## Életútja
Budapesten született Luttenberger Ferenc vasesztergályos és Németh Terézia (1863–1943) gyermekeként. Vasmunkásként dolgozott, majd 1918-ban csatlakozott a munkásmozgalomhoz. A Tanácsköztársaság alatt az ifjúmunkásokkal foglalkozó ügyosztályon állt alkalmazásban a közoktatásügyi népbiztosságon. 1920-ban nyolcévi börtönre ítélték. Az MSZMP megalakulásától fogva kivette részét a párt munkájából. 1925-től jelentek meg versei a kolozsvári Pásztortűz, a Kanadai Magyar Munkás, a moszkvai Sarló és Kalapács és a párizsi Munkásújság című lapokban, ezeket javarészt álnéven illetve névtelenül publikálta. 1944 októberében első felesége a Wesselényi utca 44. szám alatt működő zsidó kórházban haslövés következtében életét vesztette. 1945-ben Gödöllőn ideiglenesen szolgabíróvá választották és ugyanebben az évben házasságot kötött Grüngold Lipót és Krausz Stefánia lányával, Rozáliával. 1946-ban Vácra költözött, ahol a következő évtől nyugdíjazásáig a Váci Múzeum igazgatója volt. 1965-ben ismét megnősült.

## Főbb művei
- Munkáskórusok (Budapest, 1930)
- Visszanézek (versek, Budapest, 1935)
- A váci sajtó története (Budapest, 1962)
- Váci mártírok – váci hóhérok 1919-ben (Vác, 1963)